# San Germano Vercellese
San Germano Vercellese o San German en piamontés, es una comuna italiana de la Provincia de Vercelli, en la región italiana de Piamonte. Está situada unos 50 kilómetros al noreste de Turín y unos 14 kilómetros al noroeste de Vercelli. Según los datos del 31 de diciembre de 2004 tenía una población de 1.789 y un área de 30,7 km². Su alcalde es Orazio Paggi, de Centro izquierda (27 de mayo de 2003).

## Evolución demográfica
| Gráfica de evolución demográfica de San Germano Vercellese entre 1861 y 2001 |
|                                                                              |
| Fuente ISTAT - elaboración gráfica de Wikipedia                              |

- Datos: Q25204
- Multimedia: San Germano Vercellese / Q25204

1. ↑  Worldpostalcodes.org, código postal n.º 13047.
2. ↑  «Codici Catastali». Comuni-italiani.it (en italiano). Consultado el 29 de abril de 2017.